# Kuivasaari (ö i Päijänne-Tavastland, Lahtis, lat 60,77, long 25,50)
Kuivasaari är en ö i Finland. Den ligger i sjön Salusjärvi och i kommunen Orimattila i den ekonomiska regionen  Lahtis ekonomiska region  och landskapet Päijänne-Tavastland, i den södra delen av landet, 70 km norr om huvudstaden Helsingfors. Öns area är 0,4 hektar och dess största längd är 110 meter i sydöst-nordvästlig riktning.